# Carex monostachya
Espèce
Classification phylogénétique
Statut de conservation UICN

 VU B2ab(iii) : Vulnérable
Carex monostachya est une espèce de plantes du genre Carex et de la famille des Cyperaceae.